# Iglesia católica en Rusia

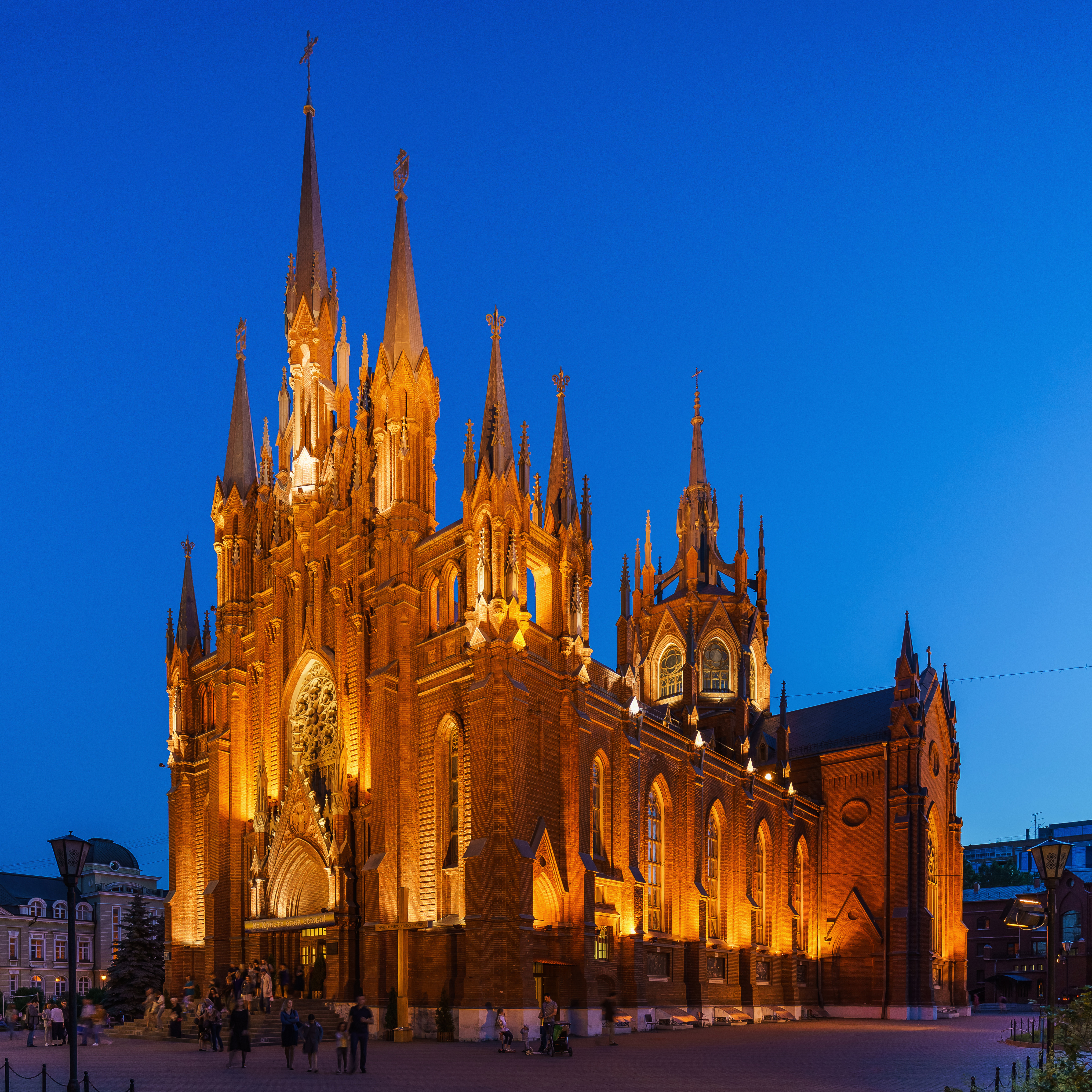
Catedral católica de Moscú.

La Iglesia católica fue reconocida jurídicamente por Rusia en 1991, poco después de la caída del régimen comunista de la Unión Soviética. Hay un total de 790 000 católicos bautizados, pertenecientes mayormente a las minorías étnicas europeas polaca, lituana, alemana y ucraniana. Existen 300 parroquias católicas y 270 sacerdotes, la mayoría extranjeros. 
El Seminario Mayor «María Reina de los Apóstoles» de San Petersburgo es el único seminario católico que existe en Rusia; cuenta con una cincuentena de estudiantes y es regido por Pietro Scalini, originario de Faenza. 

## Organización eclesiástica
Actualmente en Rusia existen cuatro diócesis, las más extensas del mundo por el territorio que abarcan. Dos diócesis están en la Rusia europea, y otras dos en Siberia.

### Iglesia latina
- Arquidiócesis de la Madre de Dios en Moscú, creada en 1991 como administración apostólica y elevada al rango de archidiócesis en 2002.
  - Diócesis de San Clemente en Sarátov
  - Diócesis de la Transfiguración en Novosibirsk
  - Diócesis de San José en Irkutsk
  - Prefectura apostólica de Yuzhno-Sajalinsk, en la mitad sur de la isla de Sajalín y el archipiélago de las Kuriles.

### Iglesia greco-católica rusa
- Exarcado apostólico de Rusia para los católicos de rito bizantino.

El exarcado es sede vacante. Existen dos parroquias en Moscú, una en San Petersburgo, una en Omsk y una en Nizhnevatorsk.

## Nunciatura apostólica
La Santa Sede y la Federación Rusa establecieron relaciones diplomáticas el 9 de diciembre de 2009. En esa fecha, por la bula Cum inter Apostolicam del papa Benedicto XVI, quedó fundada la nunciatura apostólica en Rusia.